# Federação Dominicana de Futebol
A Federação Dominicana de Futebol (em espanhol: Federación Dominicana de Fútbol, ou FEDO) é o orgão dirigente do futebol na República Dominicana. Ela é a responsável pela organização dos campeonatos disputados no país, bem como da Seleção Nacional.